# The Dictators
The Dictators est un groupe américain de hard rock originaire de New York. Dans les années 70, ses membres qui avaient alors entre quinze et vingt-cinq ans clamaient que depuis la mise en sommeil des Stooges, le rock était mort. Ils en feront en 1977 une reprise de Search and Destroy qui fait partie de leurs classiques. Classifié parmi les groupes de protopunk, il est considéré comme une influence majeure des premiers groupes punk.

## Historique
La formation d'origine comprend le chanteur et bassiste Andy « Adny » Shernoff, le guitariste Ross « The Boss » Friedman (aka Ross Funicello), le guitariste rythmique Scott « Top Ten » Kempner et le batteur Stu Boy King. Aux côtés du roadie et chanteur occasionnel Secret Weapon Handsome Dick Manitoba, ils enregistrent un premier album, The Dictators Go Girl Crazy! pour Epic Records, produit par Sandy Pearlman et Murray Krugman (mieux connu pour sa collaboration avec Blue Öyster Cult). L'album sera considéré comme le point de départ du punk rock américain.
Frustré par les mauvaises ventes, le groupe se sépare pendant quelques mois en 1975, mais se réunit au début de 1976, avec le bassiste Mark « The Animal » Mendoza en remplacement de Shernoff et Ritchie Teeter en remplacement de King. Après quelques mois, Shernoff revient dans le groupe comme claviériste. Cette formation signe un contrat avec le label Asylum Records et publie un deuxième album, Manifest Destiny, en 1977. L'album est produit par Pearlman et Krugman et les chansons sont écrites par Shernoff. À cette période, le groupe est surnommé The 'Taters (de l'argot pour signifier patates). En 1978, Mendoza quitte le groupe pour rejoindre Twisted Sister et Shernoff revient à la basse. C'est avec cette formation composée de Manitoba, Shernoff, Friedman, Kempner et Teeter qu'est enregistré l'album Bloodbrothers, qui est le premier à faire participer Manitoba.
Après la séparation du groupe, Manitoba devient chauffeur de taxi, Shernoff devient producteur et Friedman travaille au sein du groupe de hard rock français Shakin' Street, puis devient membre fondateur de Manowar en 1982. Cependant, les membres se réunissent occasionnellement en 1981, puis se reforme en 1991.
Après de nombreuses tournées, The Dictators publie un album live en 2005, Viva Dictators, produit par Shernoff. En 2007, le groupe sort l'album Every Day Is Saturday chez Norton Records. Shernoff forme le groupe The Master Plan. Manitoba chante avec MC5.
En octobre 2006, le groupe au complet (Manitoba, Shernoff, Friedman, Patterson, Kempner) joue au CBGB de New York. En juillet 2008, Kempner publie son deuxième album solo, Saving Grace. En octobre 2008, The Dictators se réunit pour quatre concerts en Espagne. Richard Teeter meurt le 10 avril 2012.

## Membres

### Membres actuels
- Richard Manitoba - chant (1973-1979, depuis 1991)
- Ross « The Boss » Friedman - guitare solo, chœurs (1973-1979, depuis 1991)
- Andy Shernoff - basse (1973-1975, 1978-1979, depuis 1991), chœurs (1973-1979, depuis 1991)
- J.P. Patterson - batterie (1991-1995, depuis 1998)

### Anciens membres
- Scott « Top Ten » Kempner † - guitare rythmique (1973-1979, depuis 1991) (décédé le 29 novembre 2023)
- Stu Boy King † - batterie (1973-1975) (décédé le 1er mai 2018)
- Ritchie Teeter † - batterie (1976-1979) (décédé le 10 avril 2012)
- Mark Mendoza - basse (1976-1978)
- Mel Anderson - batterie (1979)
- Frank Funaro - batterie (1996-1998)

## Discographie
- 1975 : The Dictators Go Girl Crazy
- 1977 : Manifest Destiny
- 1978 : Bloodbrothers
- 1981 : Fuck 'Em If They Can't Take a Joke
- 1998 : The Dictators Live, New York, New York
- 2001 : D.F.F.D.
- 2005 : Viva Dictators